# Villebadin
Villebadin ist eine Ortschaft und eine ehemalige französische Gemeinde mit 123 Einwohnern (Stand: 1. Januar 2022) im Département Orne in der Region Normandie. Sie gehörte zum Arrondissement Argentan und zum Kanton Argentan-2.
Mit Wirkung vom 1. Januar 2017 wurden die bisherigen 14 Gemeinden Silly-en-Gouffern, Aubry-en-Exmes, Avernes-sous-Exmes, Le Bourg-Saint-Léonard, Chambois, La Cochère, Courménil, Fel, Omméel, Saint-Pierre-la-Rivière, Exmes, Survie, Urou-et-Crennes und Villebadin zu einer Commune nouvelle mit dem Namen Gouffern en Auge zusammengeschlossen und haben in der neuen Gemeinde den Status einer Commune déléguée. Der Verwaltungssitz befindet sich im Ort Silly-en-Gouffern.

## Lage
Villebadin liegt 14 Kilometer ostnordöstlich von Argentan. Nachbarorte von Villebadin sind Fel im Nordwesten, Omméel im Norden, Avernes-sous-Exmes im Osten, Exmes im Südosten, Le Pin-au-Haras im Süden und Le Bourg-Saint-Léonard im Südwesten.

## Bevölkerungsentwicklung
| Jahr                       | 1962 | 1968 | 1975 | 1982 | 1990 | 1999 | 2007 | 2016 |
| -------------------------- | ---- | ---- | ---- | ---- | ---- | ---- | ---- | ---- |
| Einwohner                  | 185  | 168  | 150  | 131  | 133  | 133  | 147  | 129  |
| Quellen: Cassini und INSEE |      |      |      |      |      |      |      |      |

## Sehenswürdigkeiten
- Kirche Saint-Jean-Baptiste
- Schloss Villebadin
- Herrenhaus Manoir d’Argentelles, seit 1926 als Monument historique ausgewiesen

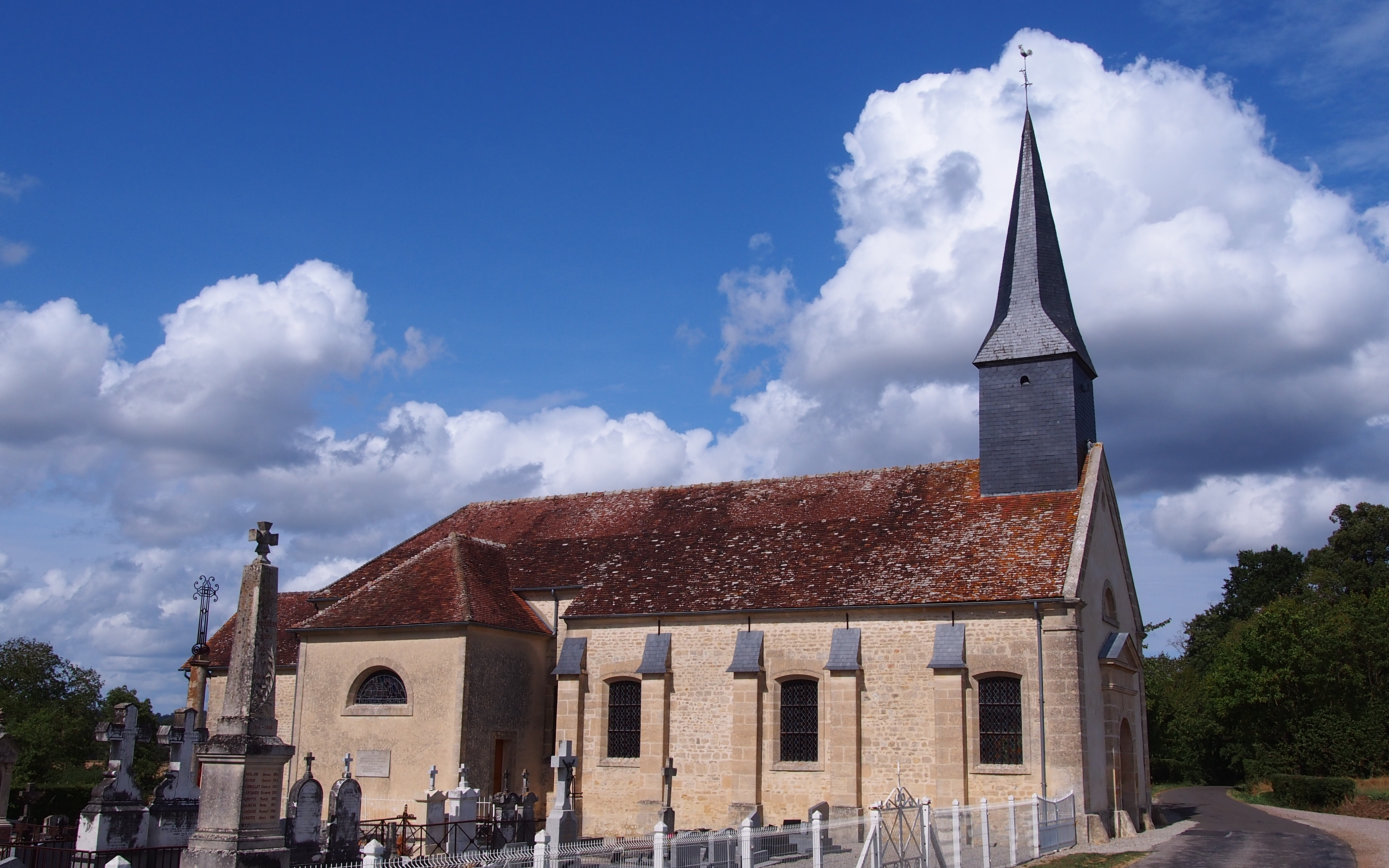
Kirche Saint-Jean-Baptiste
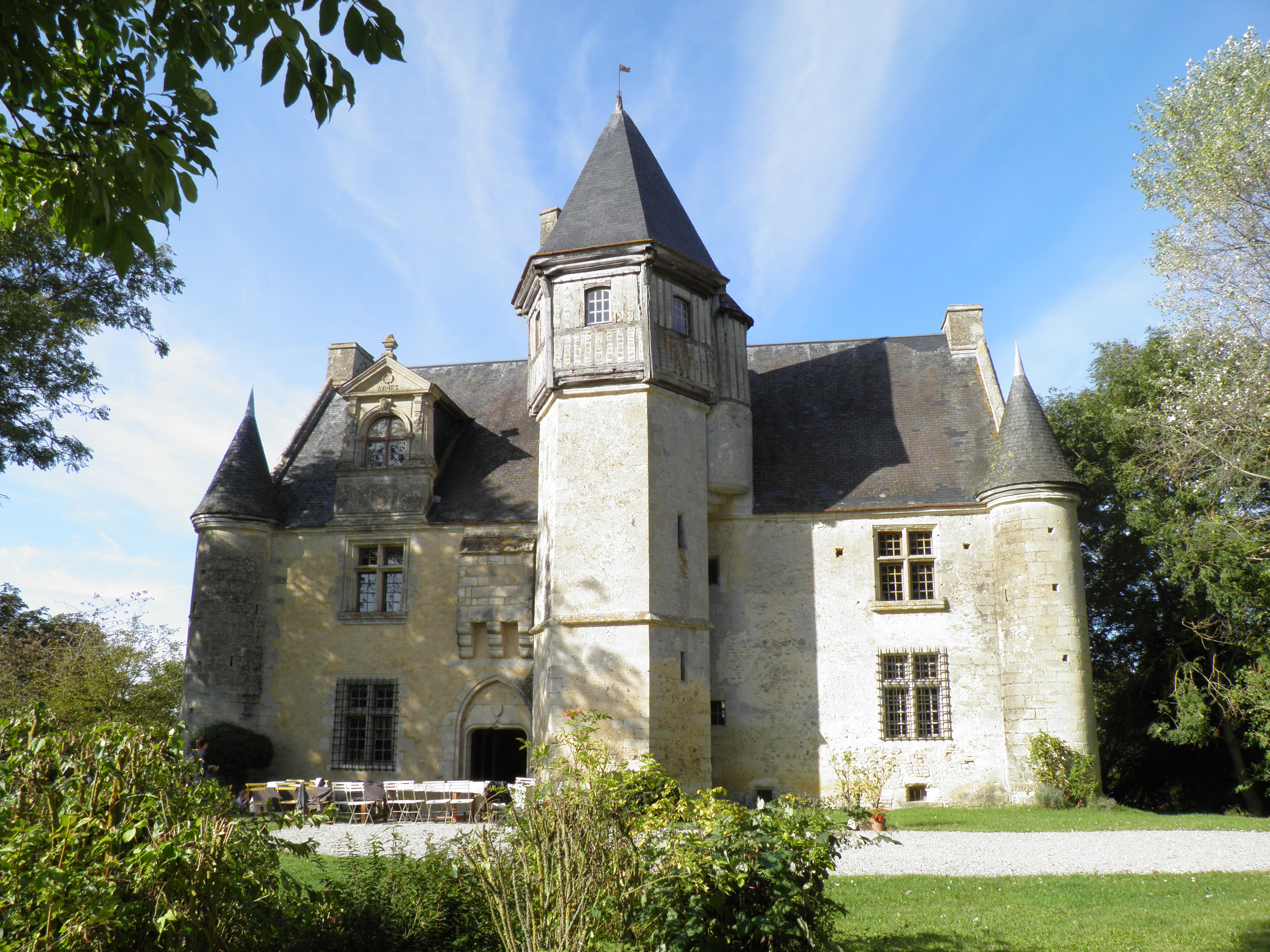
Manoir d’Argentelles
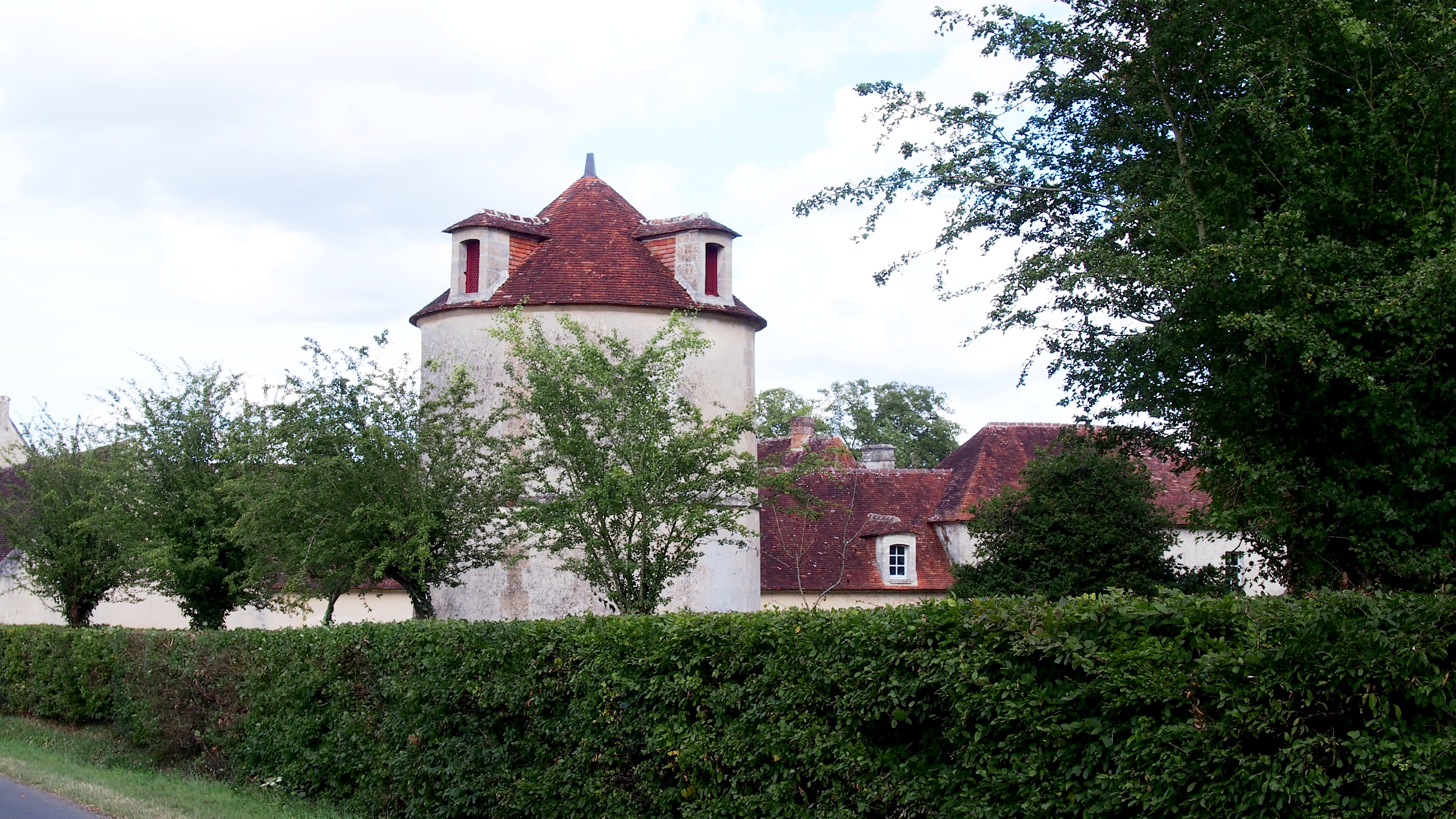
Taubenturm